# Balclutha impictus
Balclutha impictus är en insektsart som beskrevs av Van Duzee 1892. Balclutha impictus ingår i släktet Balclutha och familjen dvärgstritar. Inga underarter finns listade i Catalogue of Life.